# 前336年
| 千纪： | 前1千纪 |
| 世纪： | 前5世纪 \| 前4世纪 \| 前3世纪 |
| 年代： | 前360年代 \| 前350年代 \| 前340年代 \| 前330年代 \| 前320年代 \| 前310年代 \| 前300年代                                                                                              |
| 年份： | 前341年 \| 前340年 \| 前339年 \| 前338年 \| 前337年 \| 前336年 \| 前335年 \| 前334年 \| 前333年 \| 前332年 \| 前331年                                                                |
| 纪年： | 周顯王三十三年 魯景公八年 齊威王二十一年 趙肅侯十四年 魏惠王三十四年 韓昭侯二十七年 秦惠文君二年 楚威王四年 宋剔成君三十四年 衛平侯七年 燕後文公二十六年 越王無彊七年 中山成公十四年 |

## 大事记
- 孟子拜見梁惠王。
- 波斯阿契美尼德王朝維齊爾兼宦官巴戈阿斯為了獨掌大權，殺死了阿爾塔薛西斯四世之後，擁立大流士三世為君主，大流士三世起初受制於巴戈阿斯，而後他先發制人，賜死了巴戈阿斯。
- 马其顿国王腓力二世被刺殺之後，亞歷山大大帝繼承父親的王位。

## 逝世
- 马其顿国王腓力二世。
- 阿爾塔薛西斯四世，波斯阿契美尼德王朝國王，阿尔塔薛西斯三世的幼子。
- 巴戈阿斯，波斯阿契美尼德王朝的知名宦官、维齐尔（宰相）。